# Christo Buschek
Christo Buschek (* 1980 in Graz) ist ein österreichischer Informationstechniker, Investigativjournalist, BuzzFeed-Mitarbeiter und Träger des Pulitzer-Preises 2021 in der Kategorie International Reporting.

## Leben und Wirken
Christo Buschek absolvierte ab 1990 das Akademische Gymnasium Graz, an dem er 1998 die Matura ablegte.
Er arbeitet seit knapp 20 Jahren im IT-Bereich als Softwareentwickler, Programmierer und Fachmann für Informationssicherheit (englisch: digital security trainer). Sein Spezialgebiet ist die Arbeit an datenbezogenen Recherchen für Menschenrechtsorganisationen und Investigativjournalisten.
Ab 2018 beteiligte er sich zusammen mit Megha Rajagopalan und Alison Killing an einem Projekt zu Nachforschungen über die von den chinesischen Behörden betriebenen, bis zu diesem Zeitpunkt großteils nicht lokalisierbar gewesenen Uiguren-Camps. Buschek ermöglichte es mit seinen Programmierwerkzeugen, die Daten für die Recherche zu sammeln und sie entsprechend aufzubereiten, um daraus Ergebnisse abzuleiten.
Verbunden mit Satelliten-Bildern und durch Interviews mit Menschen, die in solchen Camps festgehalten worden waren, ließen sich rund 280 Lagerstandorte und Internierungseinrichtungen in der Uigurischen Autonomen Region Xinjiang ausfindig machen, wobei viel mehr Lager als offiziell bekannt gefunden wurden. Diese wurden dann nach Angaben Buscheks in drei Kategorien eingeteilt: „In jene, bei denen wir uns sehr sicher waren, in jene, wo wir glauben, dass es Camps sind, was wir aber nicht beweisen konnten und bei der dritten Kategorie gibt es eine gewisse Wahrscheinlichkeit. Die Daten sind in allen Fällen verifizierbar.“ Die Ergebnisse der Recherche wurden am 27. August 2020 auf BuzzFeed News veröffentlicht.
In Zusammenarbeit mit Hadi Al Khatib und Giovanni Civardi macht Buschek auch in einem weiteren Projekt Daten zu Menschenrechtsverletzungen geschützt zugänglich. Er ist Mitglied im Team der 2022 von Frederik Obermaier und Bastian Obermayer gegründeten, in München ansässigen Investigativfirma paper trail media, die eng mit dem Nachrichtenmagazin Der Spiegel, dem ZDF, dem Standard und der Tamedia-Group kooperiert. Weiters ist er als Knowing Machines Fellow am Engelberg Center on Innovation Law & Policy der School of Law an der New York University tätig.
Buschek lebt in Berlin und besucht seine Heimatstadt Graz in regelmäßigen Abständen, um bei seinen Verwandten zu sein.

## Pulitzer-Preis-Auszeichnung
Christo Buschek wurde am 11. Juni 2021 gemeinsam mit Megha Rajagopalan und Alison Killing für die auf BuzzFeed News am 27. August 2020 veröffentlichte, vierteilige Reportage Built to Last über die Aufdeckung der bislang unbekannten Uiguren-Camps mit dem Pulitzer-Preis 2021 in der Kategorie International Reporting ausgezeichnet. Er ist der erste Österreicher, dem der seit 1917 vergebene Pulitzer-Preis verliehen wurde.
Es war das erste Team von BuzzFeed News, das einen Pulitzer-Preis gewann.

## Zitate
“The investigation shows, China has established a sprawling system to detain and incarcerate hundreds of thousands of Uighurs, Kazakhs, and other Muslim minorities, in what is already the largest-scale detention of ethnic and religious minorities since World War II.”

„Die Untersuchung zeigt, dass China ein weitläufiges System eingerichtet hat, um Hunderttausende von Uiguren, Kasachen und anderer muslimischer Minderheiten in Haft zu nehmen und einzusperren. Dies bedeutet jetzt schon die größte Inhaftierung ethnischer und religiöser Minderheiten seit dem Zweiten Weltkrieg.“

“What happens in Xinjiang is a tragedy of epic proportions. Living in Europe, people often think that such grave violations of human rights and genocide are a thing of the past. I hope people understand that such acts are still happening today and can happen anywhere.”

„Was in Xinjiang passiert, ist eine Tragödie epischen Ausmaßes. Wer in Europa lebt, denkt oft, dass solch schwerwiegende Menschenrechtsverletzungen und Völkermord der Vergangenheit angehören. Ich hoffe, die Menschen begreifen, dass derartige Handlungen noch heute geschehen und überall geschehen können.“

„Heroes habe ich nicht wirklich. Ich glaube, dass wir prinzipiell diejenigen mehr schätzen sollten, die täglich und unermüdlich Missstände aufdecken und darüber berichten, ohne dafür im Rampenlicht zu stehen.“